# مخبى السرة (ردمان)

تعديل مصدري - تعديل

مخبى السرة هي إحدى قرى عزلة ال عامر حوران بمديرية ردمان التابعة لمحافظة البيضاء، بلغ تعداد سكانها 23 نسمة حسب تعداد اليمن لعام 2004.